# Brom dioxide
Brom dioxide là hợp chất hóa học bao gồm brom và oxy với công thức BrO2. Hợp chất này tạo thành các tinh thể màu vàng đến vàng cam không ổn định. Brom dioxide được R. Schwarz và M. Schmeißer cô lập lần đầu tiên vào năm 1937 và được cho là có vai trò quan trọng trong phản ứng của brom với ozon trong khí quyển. Nó có tính chất tương tự như chlor dioxide.

## Phản ứng
Brom dioxide được tạo thành khi cho dòng điện chạy qua hỗn hợp khí brom và khí oxy ở nhiệt độ và áp suất thấp. 
Brom dioxide cũng có thể được hình thành bằng cách xử lý khí brom với ozon trong trichlorofluoromethan ở -50 °C. 
Khi trộn với base (điển hình là NaOH), brom dioxide tạo ra anion bromide và bromat:
6BrO2 + 6NaOH → NaBr + 5NaBrO3 + 3H2O